# Innvik
Innvik – wieś w zachodniej Norwegii, w okręgu Sogn og Fjordane, w gminie Stryn. Wieś położona jest u ujścia rzek: Floelva oraz Storelva, na południowym wybrzeżu Nordfjordu. Innvik leży ok. 15 km na zachód od miejscowości Olden i około 7 km na północny wschód od miejscowości Utvik. 
Wieś w roku 2013 liczyła 498 mieszkańców.
W Innvik znajduje się kościół, który wybudowany został w 1822 roku.

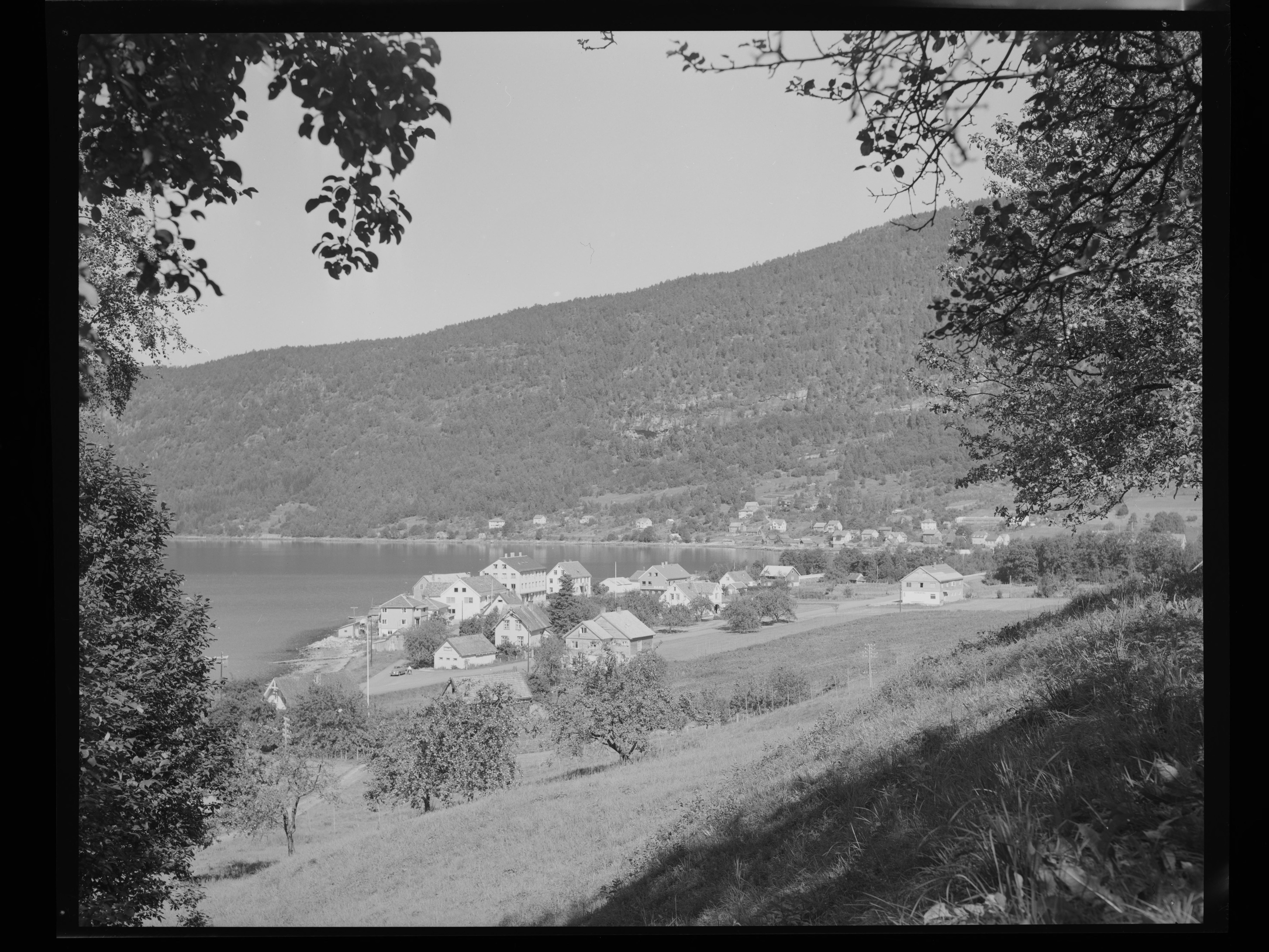
Innvik przed rokiem 1960